# Wezwanie (film 1996)
Wezwanie – polski film z 1996 roku, w reżyserii Mirosława Dembińskiego. 

## Fabuła
Oparta na faktach historia dr Barbary Makowskiej-Witkowskiej, którą aresztowała w 1983 roku milicja obywatelska. Została oskarżona o pobicie i kradzież portfela pijanego pacjenta.

## Obsada
- Jadwiga Jankowska-Cieślak jako Barbara Makowska-Witkowska
- Maciej Szary jako mąż Makowskiej
- Sławomir Orzechowski jako Stanisław Szpądrowski
- Monika Świtaj jako więźniarka
- Joanna Sienkiewicz jako koleżanka Makowskiej
- Jacek Kałucki jako prokurator
- Bartłomiej Topa jako sanitariusz Zbigniew Banasik
- Stanisław Brudny jako adwokat Makowskiej
- Waldemar Barwiński jako Krzysztof, syn Makowskiej
- Adam Kamień jako  laborant milicyjny
- Jan Mayzel jako lekarz

## Nagrody
- 1997 - Festiwal Polskich Filmów Fabularnych - Jadwiga Jankowska-Cieślak - Najlepsza pierwszoplanowa rola kobieca